# Guglielmo
Guglielmo is de Italiaanse variant van de jongensnaam Willem.

## Bekende naamdragers
- Guglielmo I Gonzaga, hertog van Mantua en markgraaf en hertog van Monferrato
- Guglielmo Borremans, Vlaams schilder
- Guglielmo Fiammingo, Italiaanse naam voor Willem van Tetrode, Nederlands beeldhouwer
- Guglielmo Marconi, Italiaans natuurkundige, uitvinder en ondernemer
- Guglielmo Pepe, Italiaans generaal
- Guglielmo Stendardo, Italiaans voetballer